# Pimpla sondrae
Pimpla sondrae är en stekelart som beskrevs av Gauld, Ugalde och Paul E. Hanson 1998. Pimpla sondrae ingår i släktet Pimpla och familjen brokparasitsteklar. Inga underarter finns listade i Catalogue of Life.